# (3175) Netto
(3175) Netto est un astéroïde de la ceinture principale.

## Description
(3175) Netto est un astéroïde de la ceinture principale. Il fut découvert le 16 décembre 1979 à La Silla par Henri Debehogne et Edgar Rangel Netto. Il présente une orbite caractérisée par un demi-grand axe de 2,36 UA, une excentricité de 0,21 et une inclinaison de 0,6° par rapport à l'écliptique.

## Compléments